# Julie Schmitt
Julie Schmitt   (Cham, 6 d'abril de 1913 - Múnic, 10 de desembre de 2002) va ser una gimnasta artística alemanya que va competir durant la dècada de 1930.
El 1936 va prendre part en els Jocs Olímpics de Berlín, on guanyà la medalla d'or en la competició del concurs complet per equips del programa de gimnàstica.